# Patshull Hall
Patshull Hall est un important manoir géorgien situé près de Pattingham dans le Staffordshire, en Angleterre. C'est un bâtiment classé Grade I.

## Histoire
La maison est construite selon les plans de l'architecte James Gibbs pour John Astley vers 1730. La façade principale est de trois étages avec sept travées, dont trois à fronton, et des ailes de tour. L'aile ouest, aux proportions monolithiques, compte quatre étages. La maison est située dans un parc d'environ 340 acres (1,3759311828 km2) créé par Capability Brown et comprenant un grand lac serpentin.
Le domaine est acquis pour 100 000 £ en 1765 par George Pigot à sa retraite en tant que gouverneur de Madras. La famille Pigot vend la propriété à William Legge, 5e comte de Dartmouth en 1848, dont le fils et héritier, William Legge (6e comte de Dartmouth) s'y installe. Des extensions et améliorations substantielles sont réalisées par l'architecte William Burn dans les années 1880. Les Legges installent ensuite leur siège à Plas Newydd sur Anglesey.
Au XXe siècle, la maison sert de centre de rééducation dans les années 1940 puis jusqu'aux années 1980 d'hôpital orthopédique. En 1990, le domaine est morcelé et de nombreux hectares sont  vendus pour la création d'un parcours de golf, un temple classique créé par Capability Brown est converti pour devenir le club-house.

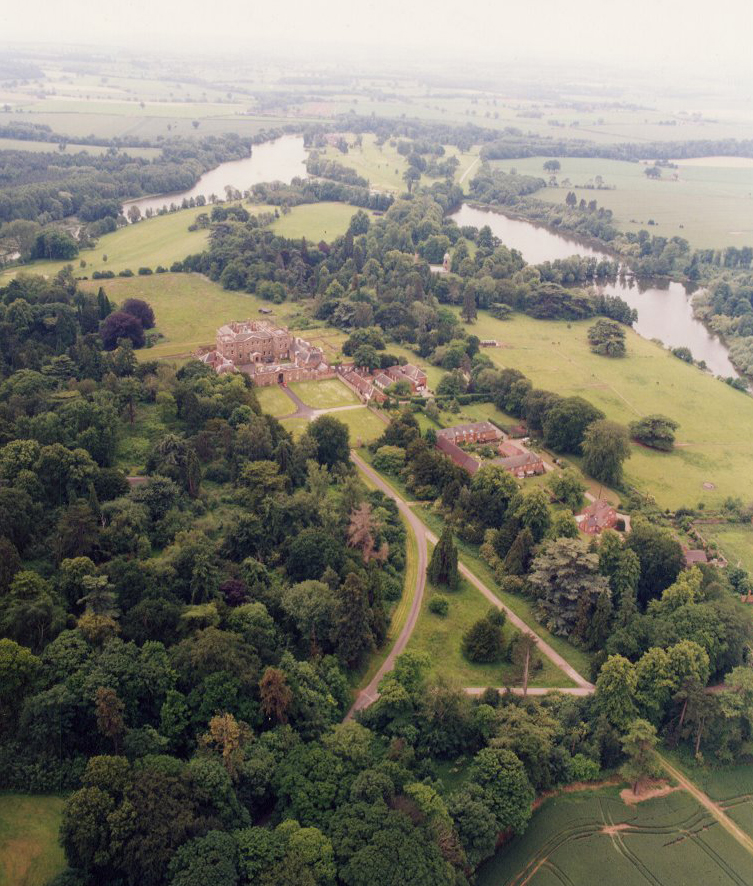

Au cours des années 1990, la maison tombe en ruine et est brièvement utilisée comme école. En 1996, la maison subit une dégradation importante et est tellement détériorée qu'elle figure sur la liste du patrimoine anglais des bâtiments à risque.
Patshull Hall est acheté en 1997 par Neil Avery, un spécialiste de la rénovation et entrepreneur, dans le cadre d'un projet de restauration et la maison est ensuite retirée du registre des bâtiments à risque. La maison rénovée est ensuite achetée en 2015 et devient une maison privée.